# Aramon gris
 (juillet 2023).
L'aramon gris est un cépage d'origine française de raisins gris ou rose.

## Origine et répartition géographique
Le cépage est cultivé principalement dans la région méditerranéenne, le Languedoc et le Roussillon. Il ne reste plus que quelques dizaines d'hectares.
L'aramon gris et l'aramon blanc sont des variétés de l'aramon noir

## Caractères ampélographiques
- Extrémité du jeune rameau duveteux.
- Jeune feuilles aranéeuses, bullées, jaunâtres sur les bosselures
- Feuilles adultes, à 3 lobes (rarement à 5 lobes) avec un sinus pétiolaire en V, dents anguleuses, étroites, en 2 séries inégales, un limbe glabre ou pubescent.

## Aptitudes culturales
La maturité est de troisième époque[pas clair]: 30 jours après le chasselas.

## Potentiel technologique
Les grappes sont très grosses et les baies sont de taille grosse. La grappe est tronconique, compacte et ailée. Le cépage est vigoureux et productif. Il donne selon les sols et type de vins de 50 à 70 hl/ha dans les coteaux à près de 250 hl/ha dans les bonnes terres en zone de plaine. L’aramon gris est généralement conduit en gobelet à taille courte. Il est très sensible à l'excoriose, au mildiou, à la pourriture grise et aux vers de la grappe, mais assez résistant à l'oïdium.

## Synonymes
Samovenka, Szuerke aramon.